# Wolfsmelkroest
De wolfsmelkroest (Melampsora euphorbiae) is een autoecische roestschimmel die behoort tot de familie Melampsoraceae. Deze biotrofe parasiet komt voor op wolfsmelk (Euphorbia). Hij is eenvoudig te herkennen aan zijn gele urediniosporen en gladde teliosporen. Sommige auteurs beschouwen Melampsora helioscopiae als een synoniem van Melampsora euphorbiae.

## Kenmerken
Spermogonia
Spermogonia zijn oranje gekleurd.
Aecia
Aecia komen voor op zowel de bovenkant als de onderkant van het blad. Op stengels komt het minder vaak voor. De diameter is 0,5 mm. Ze hebben geen peridium. De aeciosporenmaat is 21-28 × 19-24 µm en de fijnstekelige sporenwand is 15 µm dik.
Uredinia
Uredinia zijn geeloranje en zitten meestal aan de onderkant van het blad. De urediniosporen hebben de afmeting van 17,5-21,5 (26,5) × 15,0-19,0 µm, bijna bolvormig of ellipsvormig met dichte fijnstekelige wanden met een dikte van 1,5 tot 2,5. Ook zijn er knotsvormige parafysen  met een 14-26 µm grote kop.
Telia
De donkerbruine telia komen voor aan de boven- en onderkant van het blad en op de stengels. Ze zitten subepidermaal. Eencellige, gladde teliosporen zijn 27-55 × 13-16 µm groot en hebben lichtbruine wanden met een dikte van 1,0 tot 1,5 µm, aan de top een dikte tot 2,5 µm.

## Verspreiding
De wolfsmelkroest komt voor op alle continenten waarvan het meest in Europa en Noord-Amerika. In Nederland komt hij vrij zeldzaam voor.

## Foto's

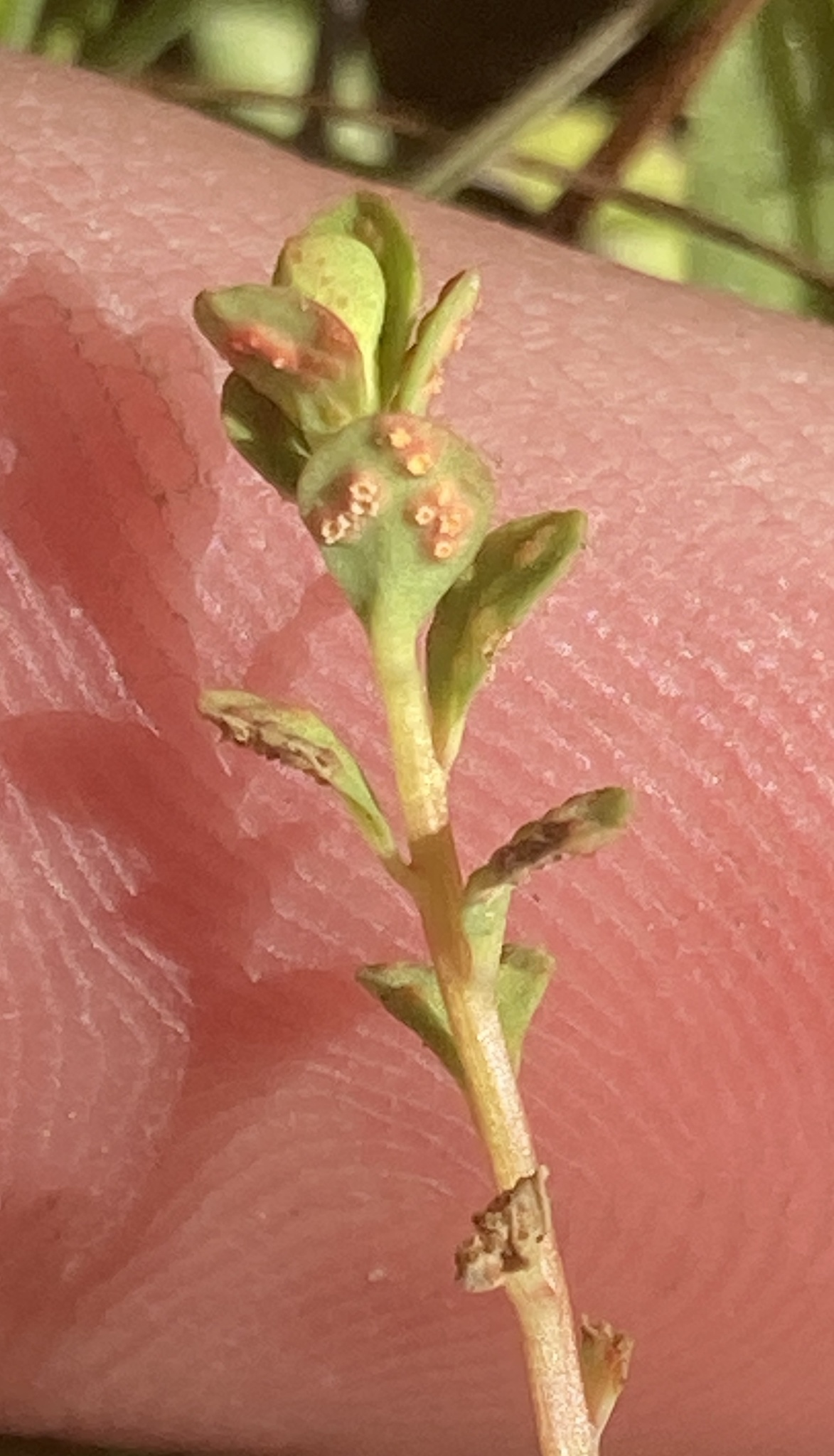
Aecia op Euphorbia spathulata
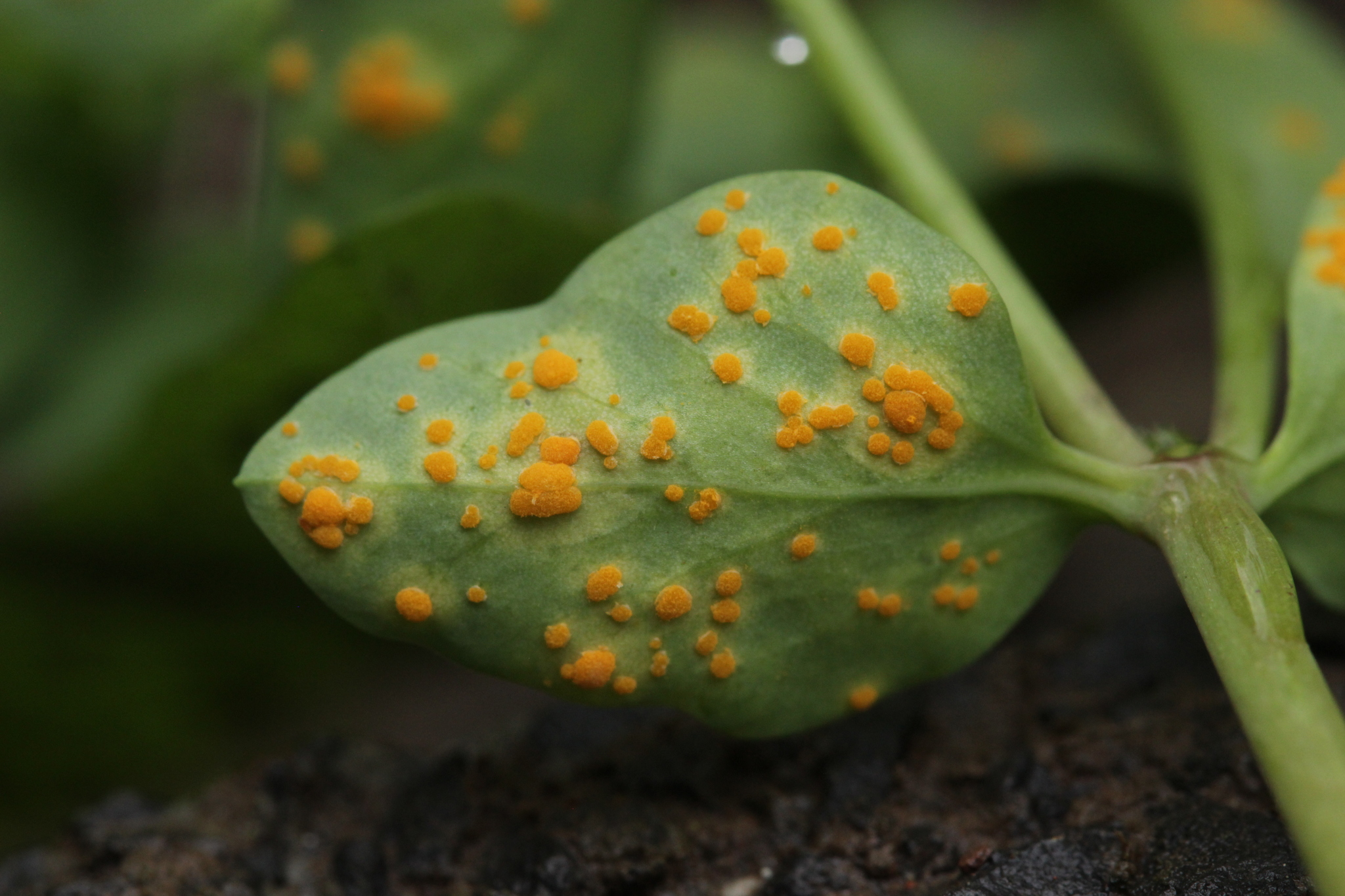
Uredinia op tuinwolfsmelk
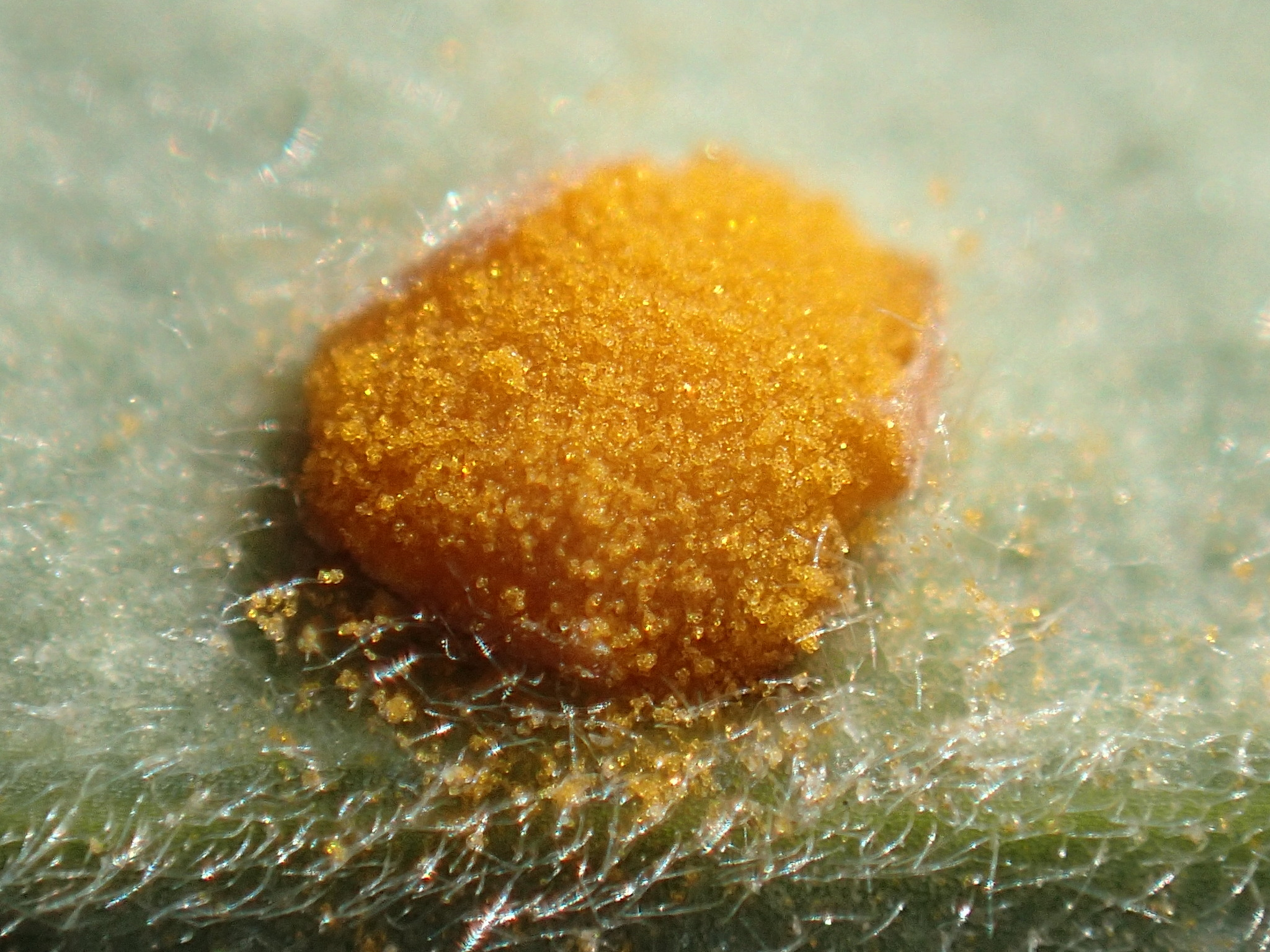
Uredinium
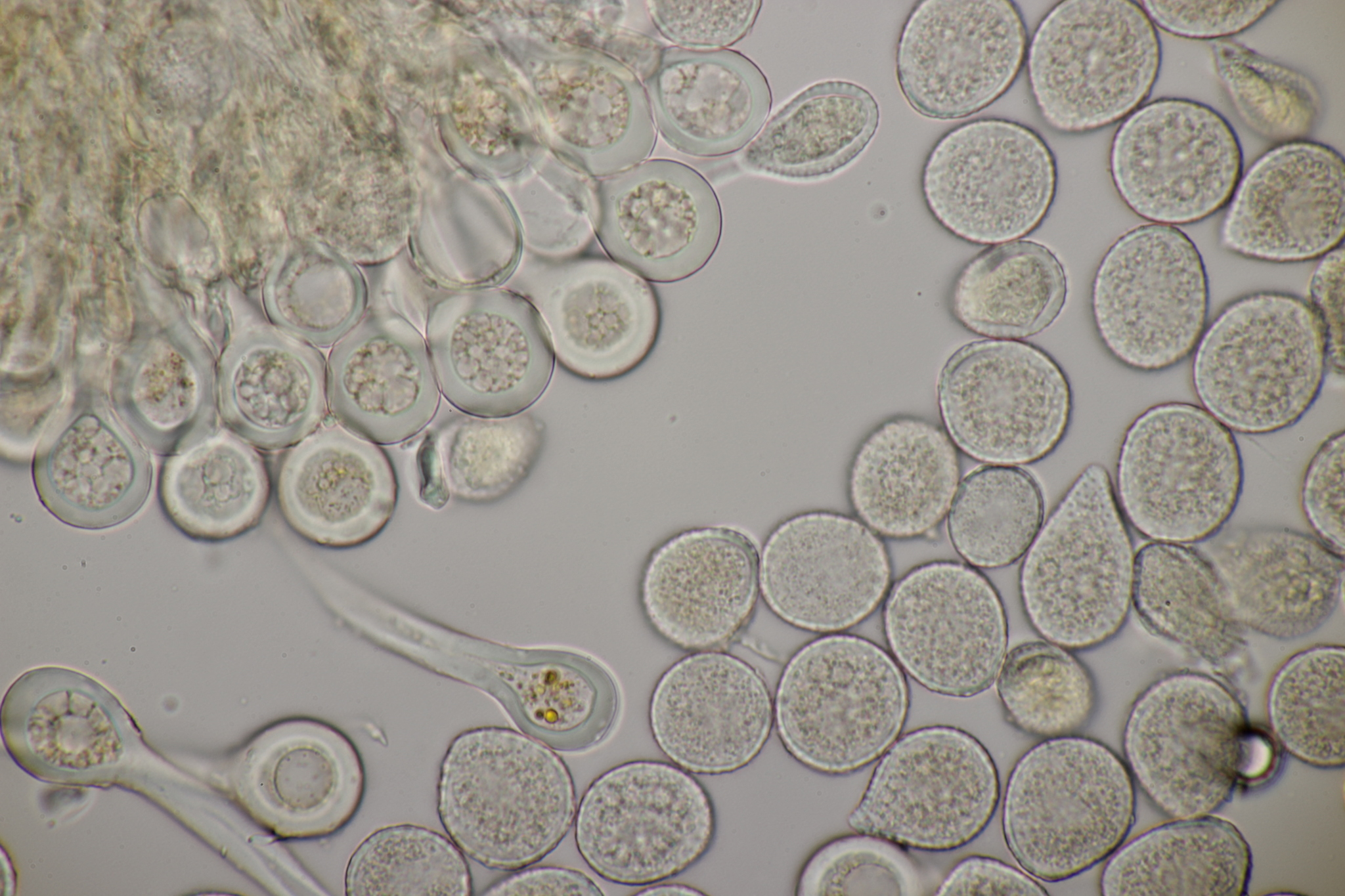
Uredinium met parafysen
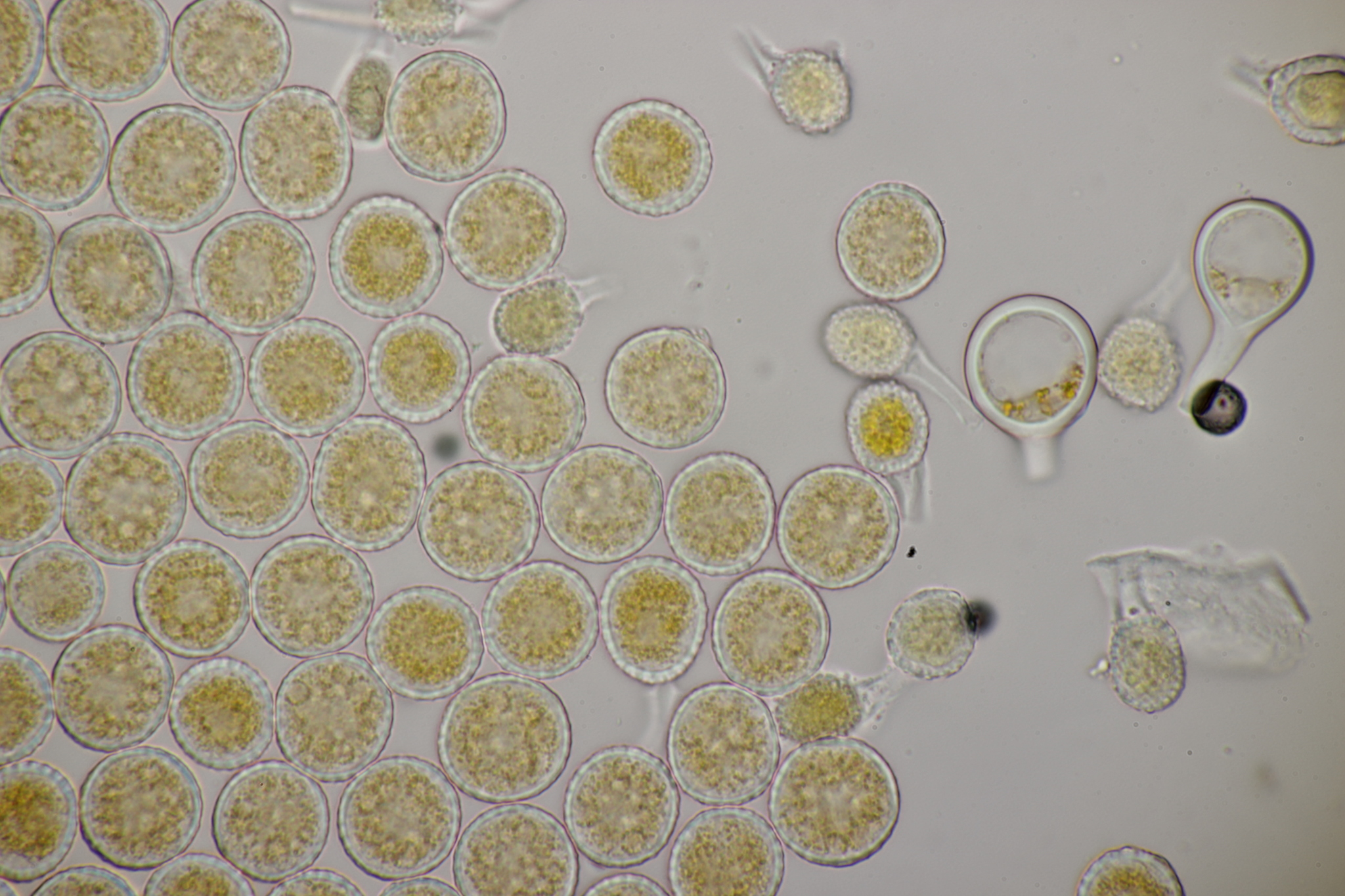
Urediniosporen en parafysen (rechts)
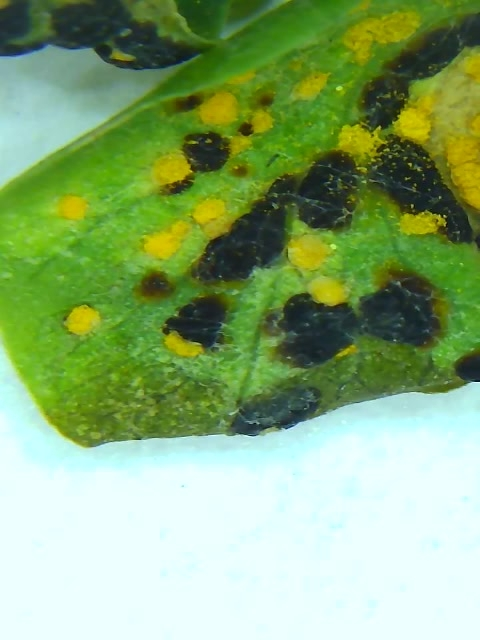
Telia en uredinia
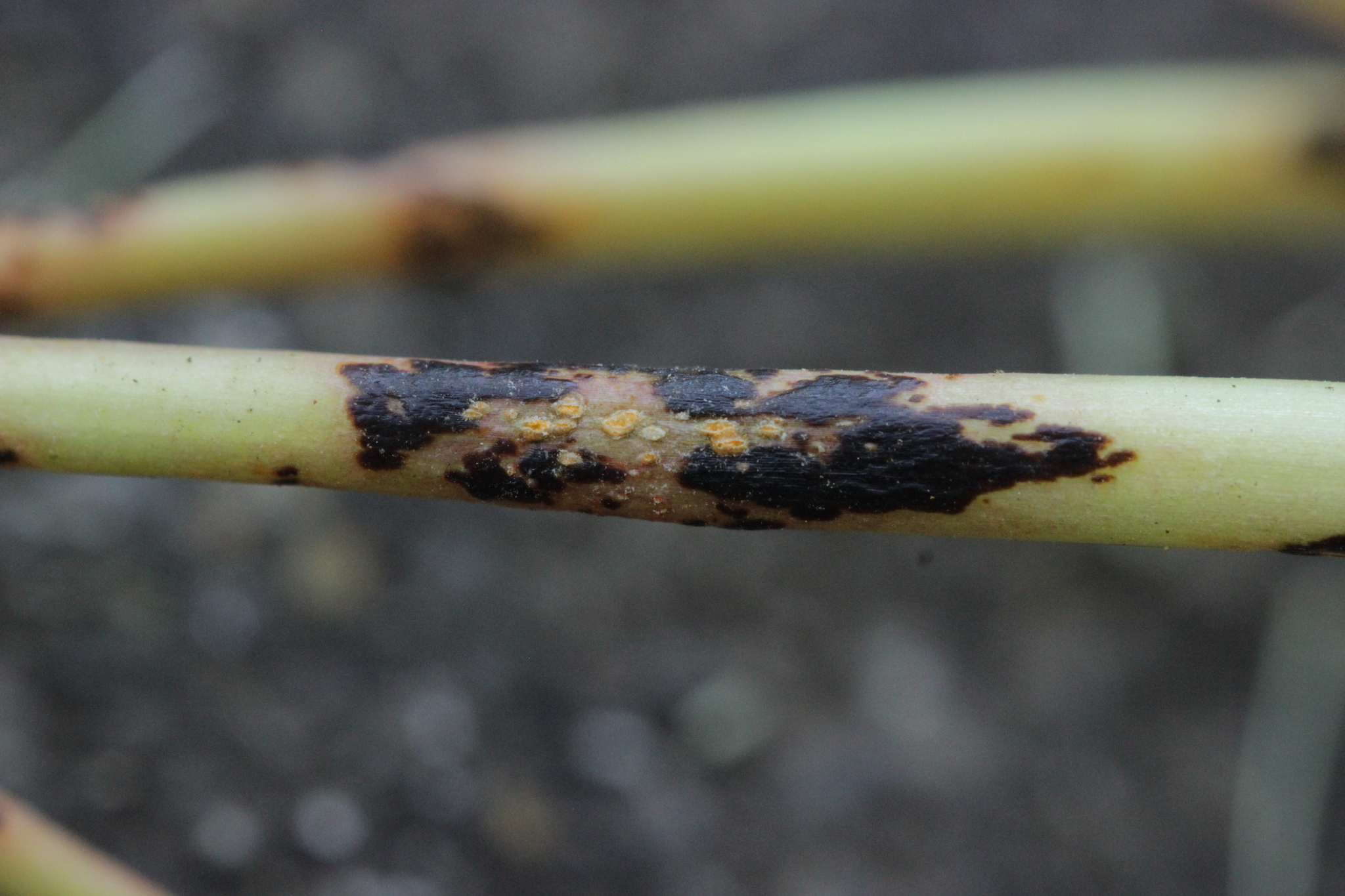
Telia op tuinwolfsmelk
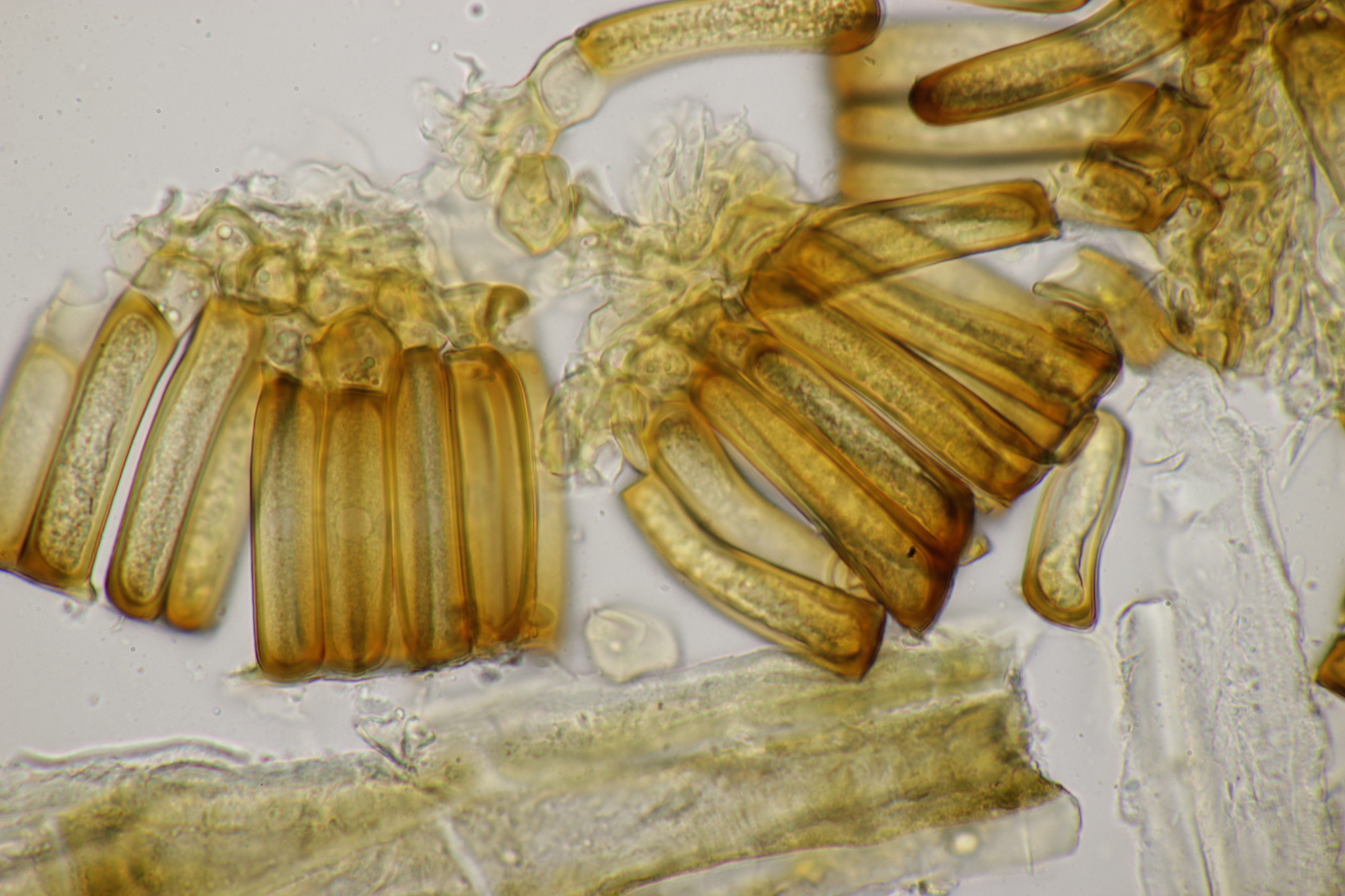
Teliosporen op tuinwolfsmelk

## Waardplanten
Hij komt voor op de volgende waardplanten:
- Euphorbia amygdaloides (Amandelwolfsmelk)
- Euphorbia cyparissias (Cypreswolfsmelk)
- Euphorbia esula (Heksenmelk)
- Euphorbia helioscopia (Kroontjeskruid)
- Euphorbia lathyris (Kruisbladige wolfsmelk)
- Euphorbia peplus (Tuinwolfsmelk)
- Ricinus communis (Wonderboom) [2]